# Pierre de Bonald
Pierre de Bonald (latin : Petrus Bonaldi), mort en  1462,  est un prélat français au XVe siècle.

## Biographie
Pierre de Bonald est né dans une famille bourgeoise de Montignac.
Docteur en droit civil et canonique, il est chanoine d'Agen lorsqu'il est nommé 16e évêque de Sarlat en 1446 par le pape Eugène IV.
Pendant tout son temps à l'évêché il est assisté par son parent Bernard de Bonald, vicaire général.
En 1460, il est appelé sur sa demande à Rieux et y reste jusqu'à sa mort.
Dans son testament, il lègue cent écus au chapitre de Sarlat.
Il est l'oncle de Jean de Bonald.

## Sources
- Jean Tarde, Les chroniques de Jean Tarde, Laffitte, 1981, p. 183-184
- Bernard Fournioux, Montignac au Moyen Âge, 2002, 230 p.
- Bulletin de la Société historique et archéologique du Perigord, 1883, p. 200